# Derek Mills
Derek Mills (Washington D.C., 9 de julho de 1972) é um velocista norte-americano, campeão olímpico e mundial no revezamento 4x400 metros.
Sempre integrando o revezamento, foi campeão mundial júnior em Plovdiv 1990, campeão mundial adulto em Gotemburgo 2005  e conquistou sua maior vitória com a medalha de ouro em Atlanta 1996, ao lado de LaMont Smith, Alvin Harrison e Anthuan Maybank.
Atuualmente trabalha como técnico-assistente de atletismo da Tulane University, em Nova Orleans, Louisiana.